# Вирфу-Кимпулуй
Вирфу-Кимпулуй (рум. Vârfu Câmpului) — село у повіті Ботошані в Румунії. Входить до складу комуни Вирфу-Кимпулуй.
Село розташоване на відстані 379 км на північ від Бухареста, 27 км на північний захід від Ботошань, 121 км на північний захід від Ясс.

## Населення
За даними перепису населення 2002 року у селі проживали 2088 осіб, усі — румуни. Усі жителі села рідною мовою назвали румунську.